# Cimitero Monumentale (Mailand)

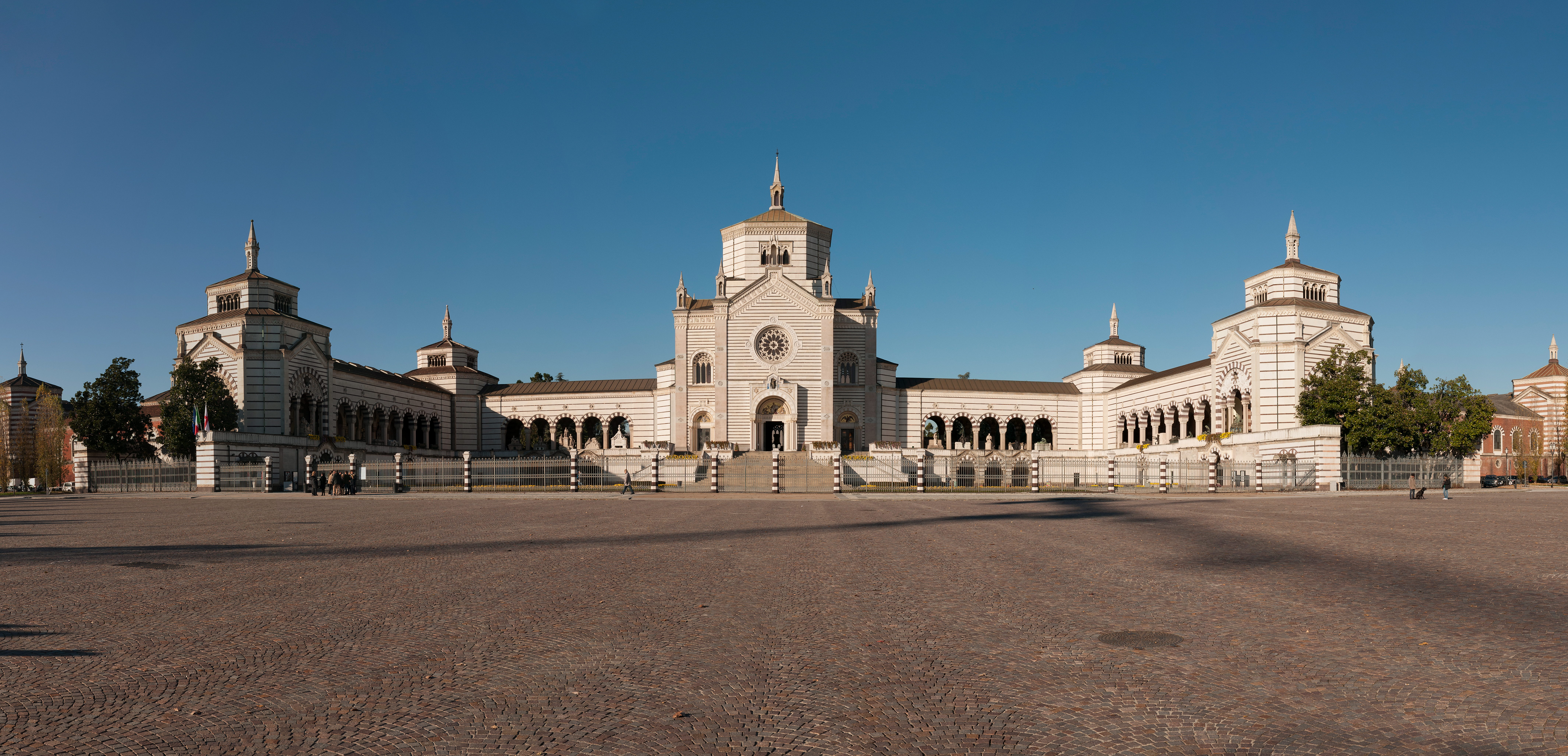
Das Eingangsgebäude

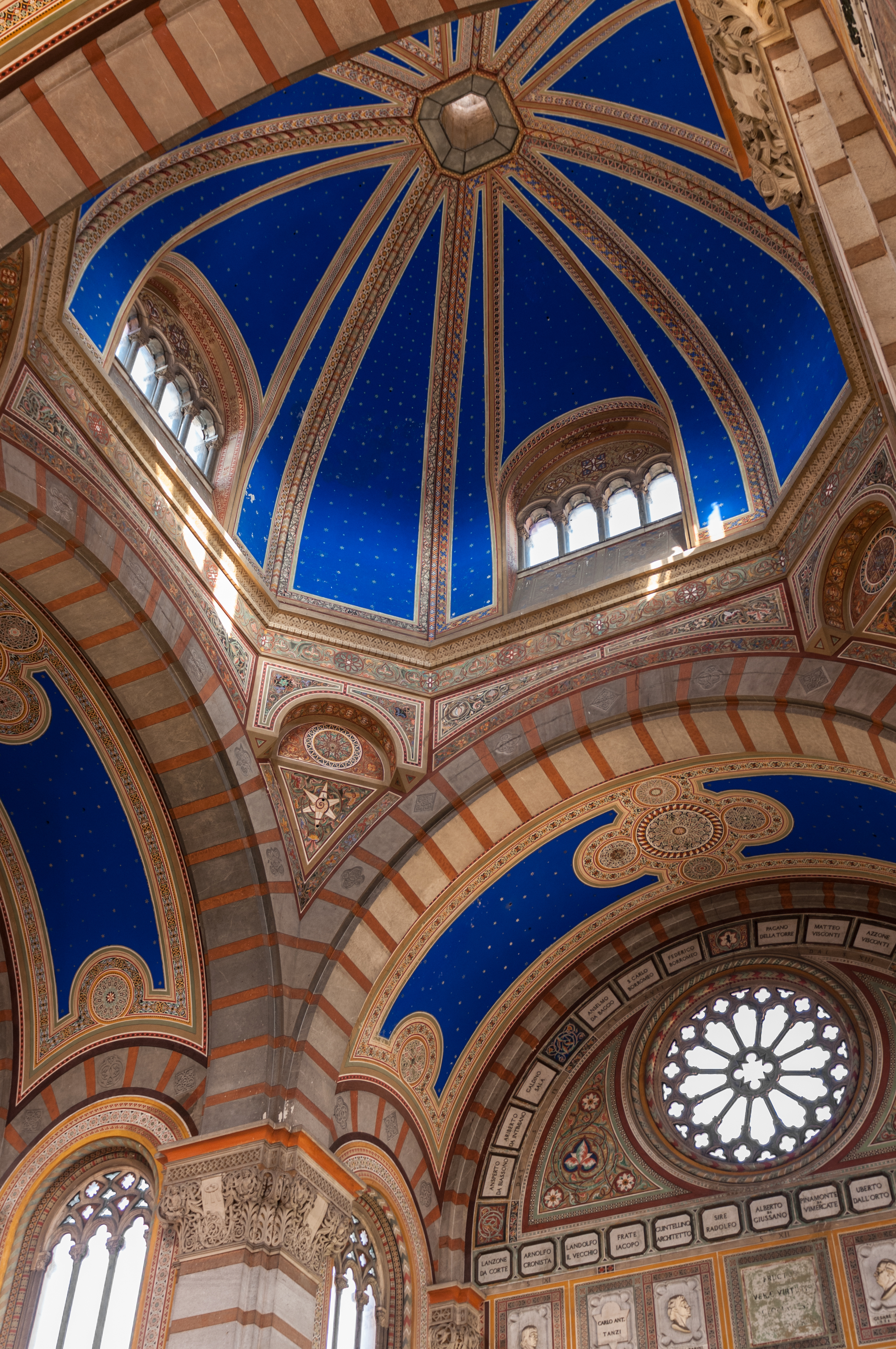
Kuppel der Ehrenhalle von innen

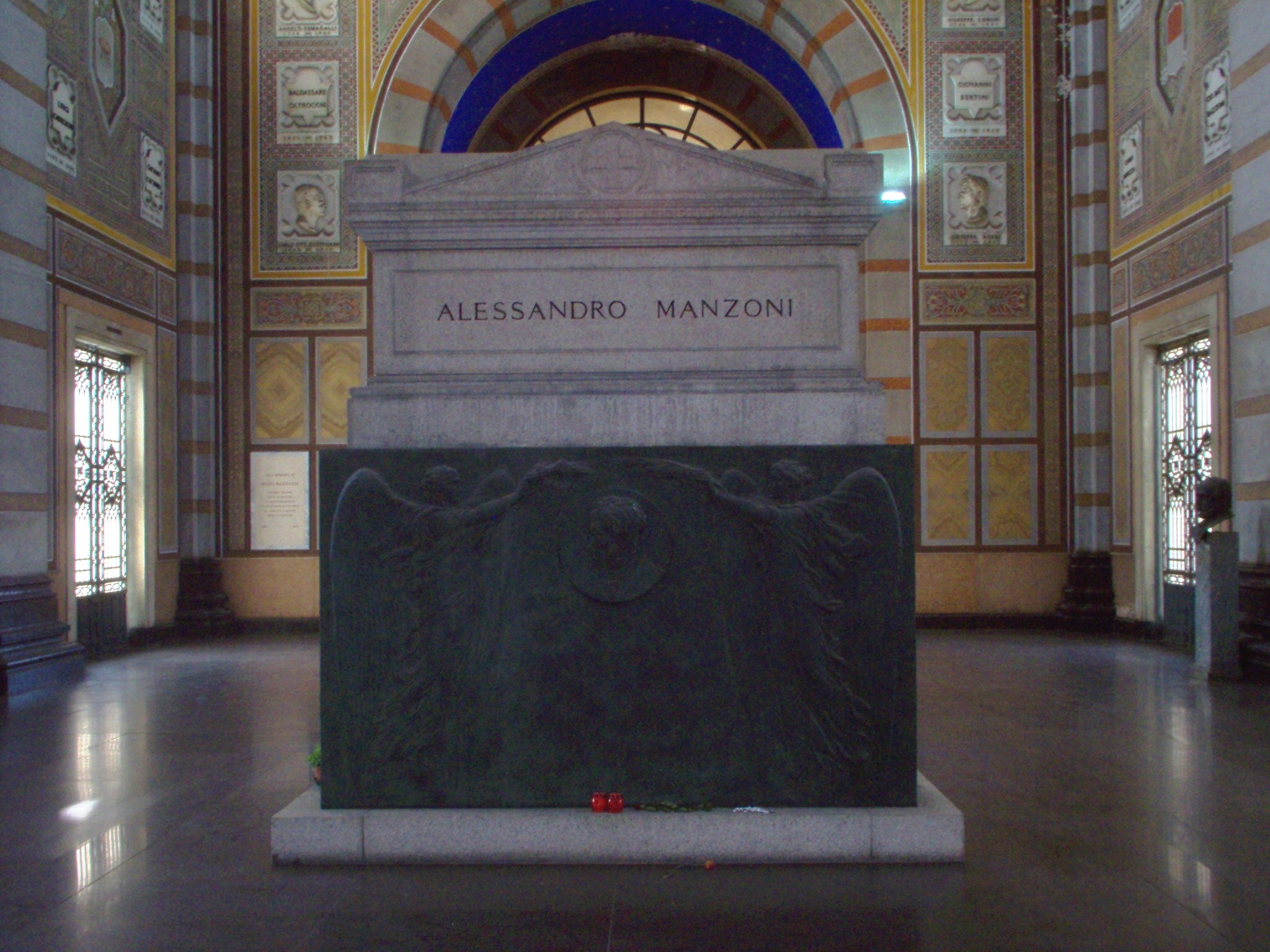
Das Grab Manzonis im Kuppelsaal

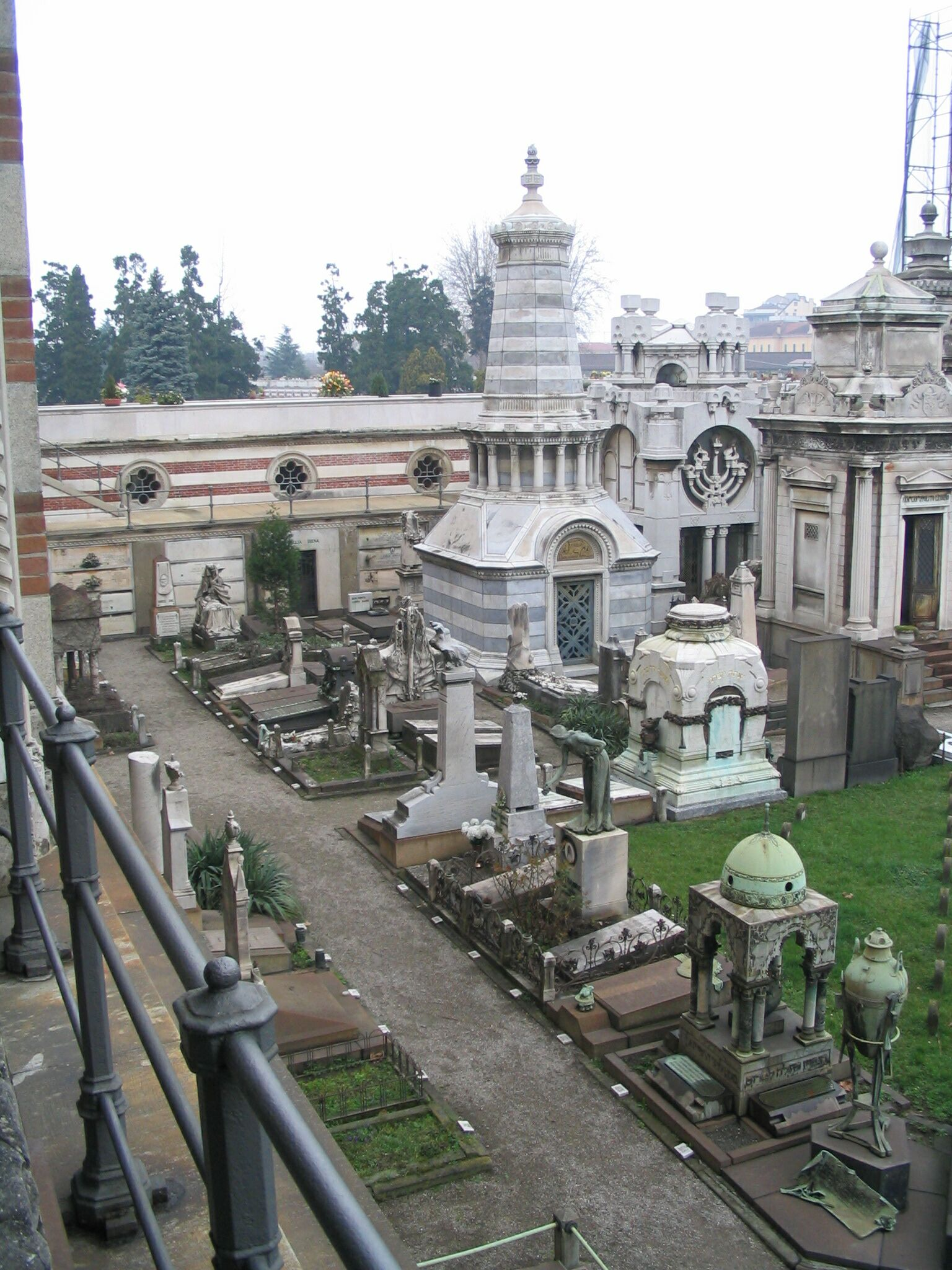
Abgegrenzter jüdischer Friedhofsteil

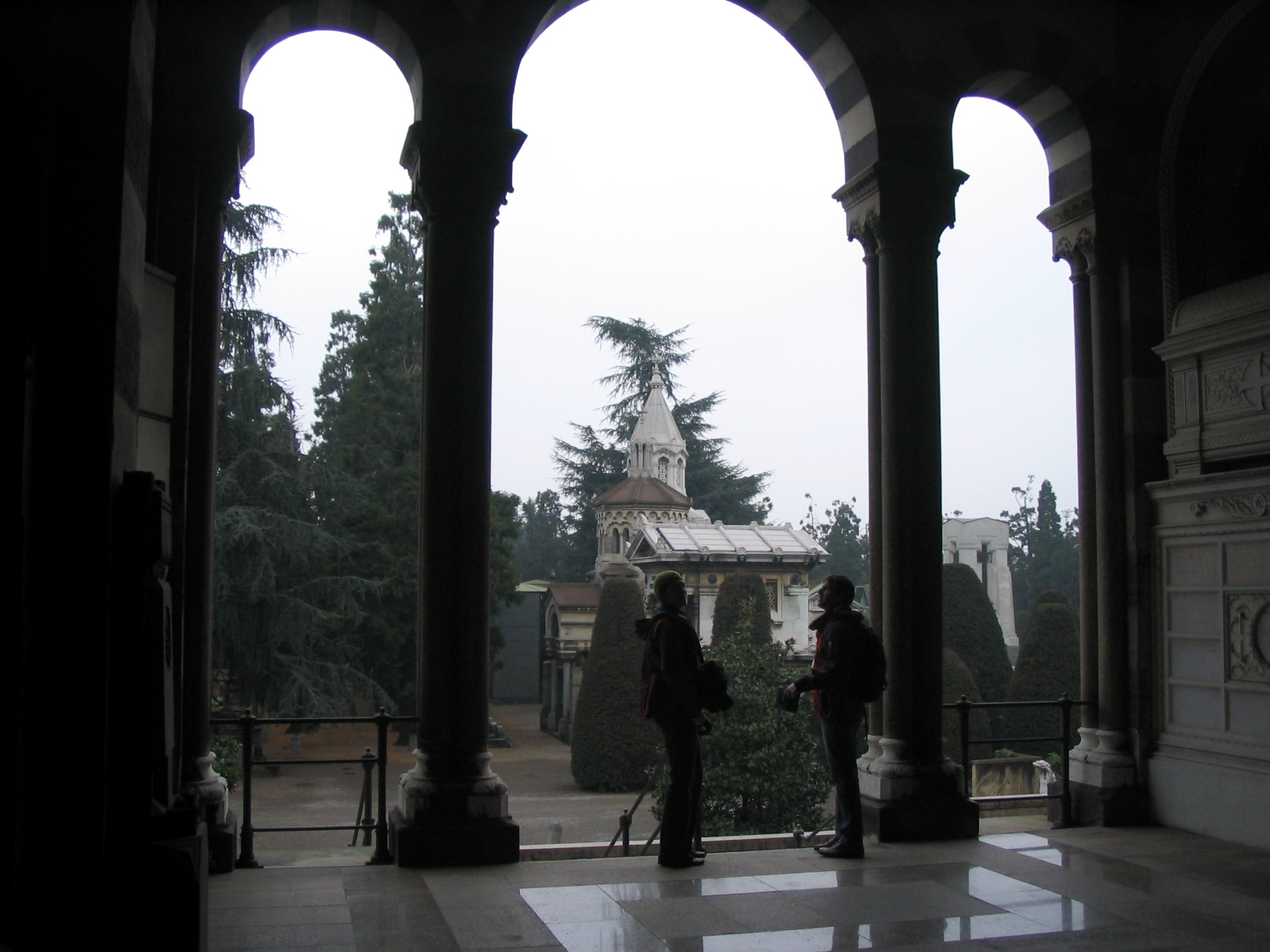
Blick von der Ehrenhalle auf den Hauptfriedhof

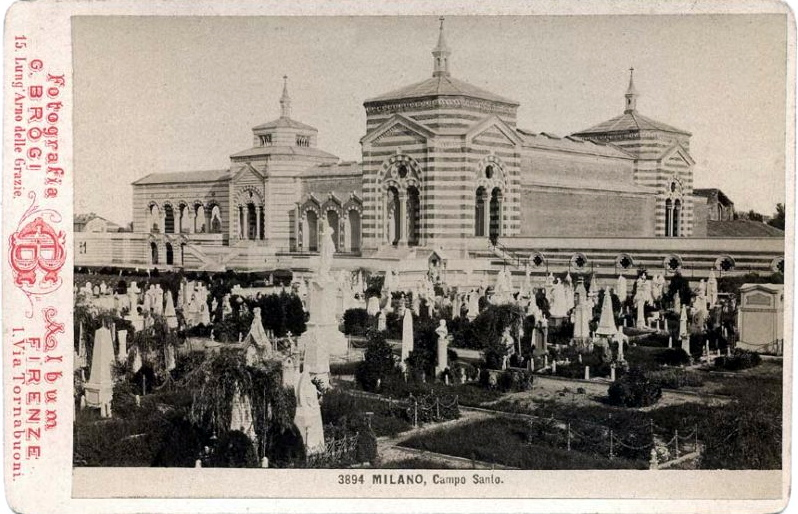
Foto aus dem 19. Jahrhundert

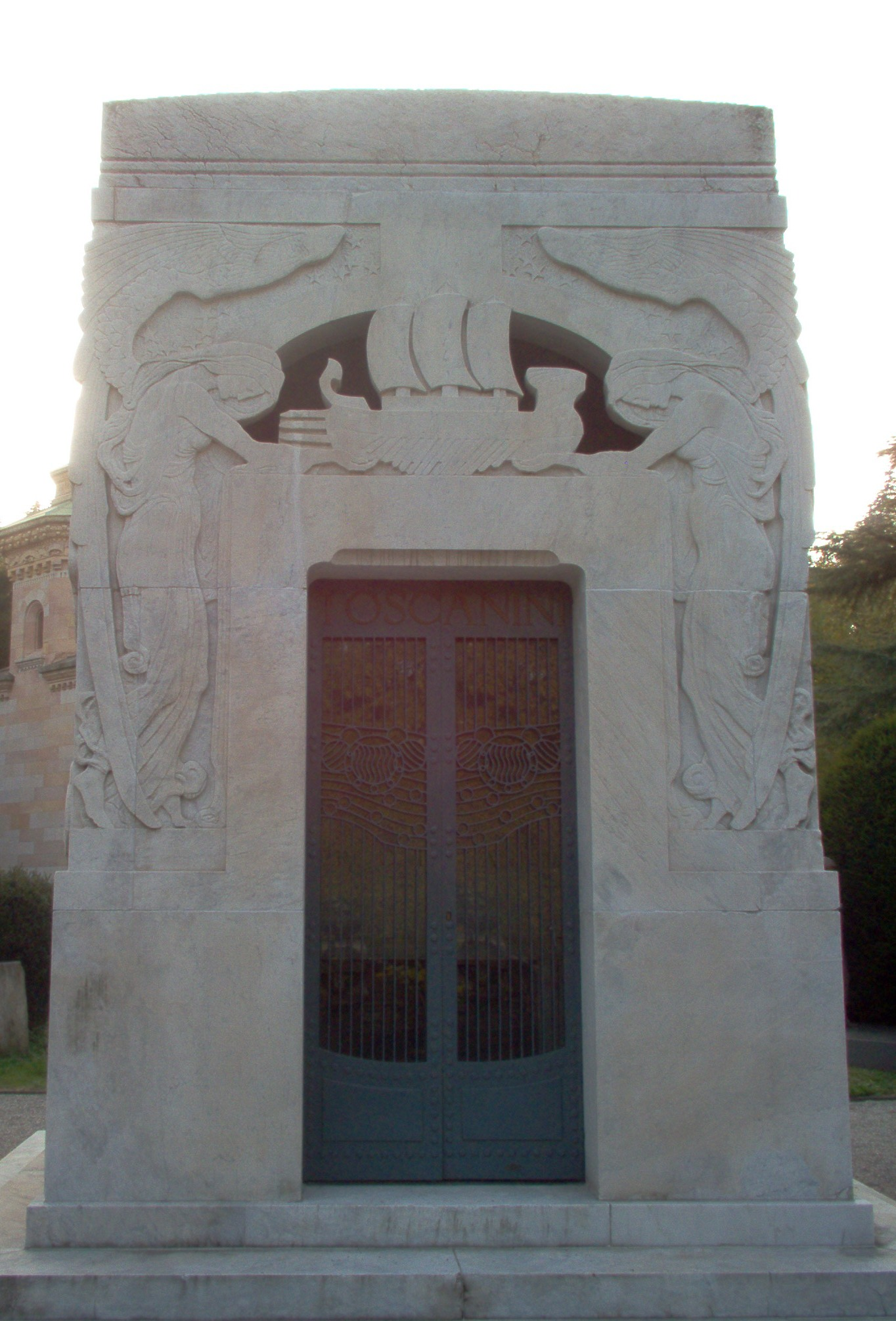
Die Grabstätte von Arturo Toscanini

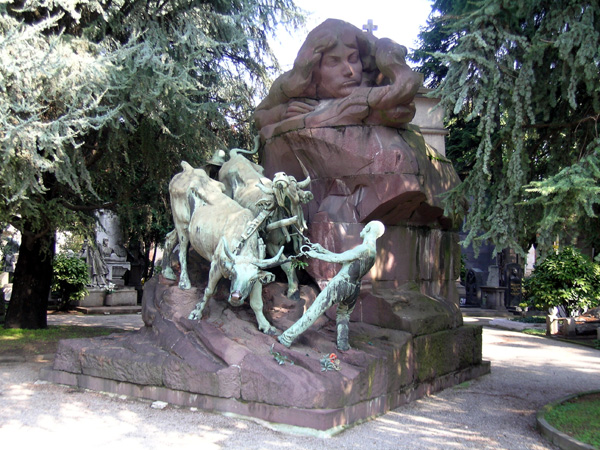
Die Grabstätte L'Aratura

Der Cimitero Monumentale von Mailand ist ein 1866 eröffneter Zentralfriedhof mit zahlreichen künstlerisch interessanten oder sonst berühmten Gräbern.
Der Haupteingang befindet sich am Piazzale del Cimitero Monumentale. Als Architekt fungierte Carlo Maciachini (1818–1899). Der Famedio (Ruhmestempel) dient als Grabstätte für einige der berühmtesten Italiener. Von künstlerischem und generellem Interesse sind allerdings auch zahlreiche andere Grabstätten, in denen das Mailänder Großbürgertum sich gegenseitig an Prunk und Pomp zu übertreffen suchte. Zu nennen sind etwa die Gräber der Familien Falck, Natoli, Bocconi (Gründer des Warenhauskonzerns La Rinascente), Bernocchi und Campari, Treccani degli Alfieri.

## Geschichte
Mailand besaß um 1750 fünf Friedhöfe: Santi Carlo e San Aquilino (auch San Rocco) fuori Porta Romana, San Gregorio fuori Porta Orientale, San Rocco al Gentilino fuori Porta Ticinese, Santi Giovanni Battista e Carlo fuori Porta Vercellina sowie San Giuseppe alla Mojazza fuori Porta Comasina. Die meisten wurden auf sogenannte fopponi errichtet, Orte, in denen Leichen anonym in der Nähe zu ihren früheren Wohnstätten begraben wurden, weil die Angehörigen nicht die Möglichkeit hatten, sie in Kirchen beizusetzen. Zwar gab es 1788 ein Dekret Josephs II., um dieses Handeln zu untersagen, doch kam ein Sinneswandel erst mit dem Erfolg der Sepolcri von Ugo Foscolo 1807. In diesem Carmen beklagte Foscolo den Verlust des Grabes von Giuseppe Parini (1729–1799).
Mit der Notificazione governativa vom 20. Oktober 1838, die u. a. den Gemeinden offene und mindestens 200 Meter von Wohnhäusern und Gemeindekirchen entfernte Friedhöfe vorschrieb, schrieb die Gemeinde Mailands einen Wettbewerb zum Bau eines neuen Friedhofs aus. Und es gab noch ein weiteres Problem, dem Codice dei delitti e delle gravi trasgressioni politiche vom 1. Oktober 1815 entsprechend, mussten Selbstmörder in unmittelbarer Nähe zu einem Friedhof beigesetzt werden, doch war dies in Mailand aufgrund Platzmangels nicht möglich.
Er sollte die bereits existierenden Friedhöfe – 1825 war noch ein weiterer fuori Porta Tosa hinzugekommen – zusammenfassen. Die Bauarbeiten begannen jedoch erst 1860, nachdem auch Mailand zum Königreich Italien gehörte, obwohl die Ortswahl schon über ein Jahr früher getroffen wurde. Im gleichen Jahr kam aber ein dermaßen großer Protest gegen den von Giulio Aluisetti im klassischen Stil entworfenen Bau auf, dass ein neuer Wettbewerb ausgelobt werden musste, den Carlo Maciachini gewann. Sein Entwurf entsprach einem mittelalterlich-pisanischem Stil.

## Aufbau
Gewählt wurde sein Entwurf, da er sowohl repräsentative als auch praktische Zwecke erfüllte. Durch eine geschickte Gebäudeaufteilung durchquert man eine Art Ehrenhof, um das Friedhofsportal zu erreichen. Die offene Gestaltung des Eingangsgebäudes, dessen Mittelpunkt der Famedio (die Ehrenhalle) bildet, gestattet ein zügiges Betreten des eigentlichen Gräberfeldes. Die beanspruchte Fläche betrug damals circa 180.000 m². Der auf Symmetrie bedachte Grundriss des Friedhofs spiegelt sich an seiner Längsachse, die vom Famedio in nordwestlicher Richtung zum Tempio Crematorio verläuft. Der Ossario centrale und die Necropoli befinden sich als einzige Gebäude auf der Achse. Insgesamt wirkt der Grundriss sehr geometrisch. Durch das Eingangsgebäude auch optisch abgegrenzt liegen im Osten und im Westen der Friedhofsteil für Angehörige des jüdischen Glaubens respektive der für Nichtgläubige. Beide Teile verfügen über einen separaten Eingang. Die jüdischen Gräber sind mittlerweile zum größten Teil dem Verfall preisgegeben. Der architektonische Stil des Friedhofs ist als eklektizistisch zu bezeichnen, diese Stilwahl ermöglichte eine individuelle Ausgestaltung der Grabmäler. Charakteristisch für den Friedhof ist seine Zweifarbigkeit, die sich durch den Einsatz von weißem Stein und roten Ziegeln ergibt.
Eingangsgebäude
Das Eingangsgebäude setzt sich aus dem Famedio und den zwei von ihm abgehenden Galeriearmen zusammen. In beiden Armen befinden sich sowohl Gallerie superiori als auch Gallerie inferiori. Der Famedio war zunächst als Kirche geplant worden, aber aufgrund eines veränderten Leitbildes in einen Pantheon umgewandelt worden.
Tempio Crematorio
Eine Besonderheit stellte der Tempio Crematorio dar. Gestiftet von dem Seidenhändler und -produzenten Alberto Keller (1800–1874) anlässlich der Beerdigung seiner Gattin, war er das erste Krematorium in Italien. Sein Bau und die Inbetriebnahme erfolgte, als es noch gegen den Gedanken der Auferstehung der Toten verstieß, wenn man eine Leiche einäscherte. Maciachini selbst ist auf dem Monumentale beerdigt worden.

## Auswahl bekannter Grabstätten
Die Hauptattraktion des Friedhofs ist für viele Besucher der Sarg Alessandro Manzonis in der Ehrenhalle. Dieser wurde 1883, zehn Jahre nach dem Ableben Manzonis, hierher verlegt.
Für das Grabmal der Familie Campari – edicola Davide Campari – hat Giannino Castiglioni 1939 das Abendmahl von Leonardo da Vinci als bronzene Plastik geschaffen.
Am 13. Juli 1947 wurde auf dem jüdischen Friedhofsteil in Anwesenheit des Mailänder Bürgermeisters, Vertretern aller jüdischen, italienischen Gemeinden, Umberto Terracinis und Amintore Fanfanis ein Monumento al Sacrificio Ebraico eingeweiht. Es entstand auf Initiative von Raffaele Cantoni, dem Präsidenten der Unione delle Comunità Israelitiche Italiane. Entworfen wurde es vom Architekten Manfredo D’Urbino. In ihm wurden zwölf Mitglieder der Gemeinde, die an verschiedenen Orten ermordet worden waren, sowie Asche, die aus dem KZ Dachau kam, beigesetzt.
Auf dem Monumentale finden sich Werke von Paolo Troubetzkoy, Leonardo Bistolfi, Giacomo Manzù, Agenore Fabbri, Lucio Fontana, der Gebrüder Giò und Arnaldo Pomodoro sowie Maciachini selbst.
Auf dem Cimitero monumentale beigesetzt wurden unter anderem:
- Giulio Ulisse Arata (1881–1962), Architekt
- Alberto Ascari (1918–1955), Rennfahrer
- Antonio Ascari (1888–1925), Rennfahrer
- Ernesto Bazzaro (1859–1937), Bildhauer
- Luca Beltrami (1854–1933), Architekt
- Antonio Bernocchi  (1859–1930), Politiker, Textilunternehmer und Mäzen
- Remo Bianco (1922–1988), Maler und Bildhauer
- Leonardo Bistolfi (1859–1933), Bildhauer, Maler, Schriftsteller und Politiker
- Ferdinando Bocconi (1836–1908), Unternehmer und Gründer der Università Commerciale Luigi Bocconi
- Arrigo Boito (1842–1918), Komponist und Librettist
- Camillo Boito (1836–1914), Architekt, Kunstkritiker
- Sergio Bonelli (1932–2011), Comicautor und Verleger
- Gino Bramieri (1928–1996), Schauspieler
- Enrico Butti (1847–1932), Bildhauer und Maler
- Benedetto Cacciatori (1794–1871), Bildhauer
- Davide Campari (1867–1936), Unternehmer
- Candido Cannavò (1930–2009), Sportjournalist, Herausgeber der Gazzetta dello Sport
- Luigi Canonica (1764–1844), Architekt
- Achille Castiglioni (1918–2002), Industriedesigner
- Carlo Cattaneo (1801–1869), Philosoph, Patriot
- Alfredo Catalani (1854–1893), Komponist
- Alik Cavaliere (1926–1998), Bildhauer, Professor der Accademia di Belle Arti di Brera
- Walter Chiari (1924–1991), Schauspieler
- Franco Corelli (1921–2003), Tenor
- Guido Crepax (1933–2003), Grafiker
- Roberto Crippa (1921–1972), Maler
- Giovanni D’Anzi (1906–1974), Komponist
- Marcello Dudovich (1878–1962), italienischer Maler, Illustrator und Plakatkünstler
- Hermann Einstein (1847–1902), Unternehmer
- Franco Faccio (1840–1891), Komponist und Dirigent
- Giangiacomo Feltrinelli (1926–1972), Verleger, Politiker, Revolutionär
- Ambrogio Fogar (1941–2005), Abenteurer und Autor
- Lucio Fontana (1899–1968), Avantgardekünstler
- Carlo Forlanini (1847–1918), Mediziner
- Giorgio Gaber (1939–2003), Sänger, Komponist, Schauspieler
- Dina Galli (1877–1951), Schauspielerin
- Luigi Giussani (1922–2005), katholischer Priester, Gründer von Comunione e Liberazione
- Francesco Hayez (1791–1882), Maler, Lithograf, Kupferstecher
- Vladimir Horowitz (1903–1989), Pianist
- Domenico Induno (1815–1878), Maler
- Girolamo Induno (1827–1890), Maler
- Enzo Jannacci (1935–2013), Sänger, Songtexter, Komponist, Schauspieler, Kabarettist
- Herbert Kilpin (1870–1916), Fußballspieler und -trainer
- Anna Kuliscioff (1857–1925), Revolutionärin, Feministin, Sozialistin
- Emilio Longoni (1859–1932), Maler
- Carlo Maciachini (1818–1899), Architekt
- Alessandro Manzoni (1785–1873), Dichter
- Filippo Tommaso Marinetti (1876–1944), Schriftsteller, Politiker, Begründer des Futurismus
- Antonio Maspes (1932–2000), Radrennfahrer
- Piero Mazzarella (1928–2013), Schauspieler
- Giuseppe Meazza (1910–1979), Fußballspieler und -trainer, Namensgeber des Giuseppe-Meazza-Stadions in Mailand
- Alda Merini (1931–2009), Poetin und Romanautorin
- Arrigo Minerbi (1881–1960), Bildhauer
- Carl Thomas Mozart (1784–1858), Sohn von Wolfgang Amadeus Mozart (kenotaph)[9][10]
- Bruno Munari (1907–1998), Künstler
- Aldo Natoli (1906–1971), Finanzmann und Philanthrop
- Ada Negri (1870–1945), Dichterin (1976 verlegt nach Lodi)
- Bob Noorda (1927–2010), Architekt und Designer
- Mario Palanti (1885–1978), Architekt
- Dante Parini (1890–1969 ebenda), Bildhauer
- Renzo Palmer (1929–1988), Schauspieler
- Francesco Maria Piave (1810–1876), Librettist und Regisseur
- Emilio Polli (1901–1983), Sportbotschafter und Schwimmmeisterin
- Amilcare Ponchielli (1834–1886), Komponist und Musikpädagoge
- Piero Portaluppi (1888–1967), Architekt
- Salvatore Quasimodo (1901–1968), Lyriker, Nobelpreis für Literatur 1959
- Giovanni Raboni (1932–2004), Lyriker, Schriftsteller und Journalist
- Franca Rame (1929–2013), Theaterschauspielerin, Dramatikerin und politische Aktivistin
- Medardo Rosso (1858–1928), Bildhauer
- Titta Ruffo (1877–1953), Opernsänger
- Giovanni Schiaparelli (1835–1910), Astronom
- Giuseppe Sirtori (1813–1874), Offizier in den italienischen Freiheitskriegen
- Temistocle Solera (1815–1878), Dichter und Librettist
- Rosina Storchio (1872–1945), Opernsängerin
- Arturo Toscanini (1867–1957), Dirigent
- Filippo Turati (1857–1932), Politiker
- Leo Valiani (1909–1999), Schriftsteller
- Vincenzo Vela (1820–1891), Bildhauer
- Adolfo Wildt (1868–1931), Bildhauer